# How to Marry a Millionaire
How to Marry a Millionaire (Cómo casarse con un millonario en España y Cómo pescar a un millonario o Cómo atrapar a un millonario en Hispanoamérica) es una comedia estadounidense de 1953 dirigida por Jean Negulesco, con Marilyn Monroe, Lauren Bacall y Betty Grable en los papeles principales. 
Fue la primera película rodada en Cinemascope, aunque su estreno fue posterior al de The Robe. Alcanzó un importante éxito de crítica y público, siendo la cuarta película más taquillera del año, y su argumento fue adaptado en 1957 para una sitcom que se emitió por televisión durante dos temporadas.

## Sinopsis
Schatze Page (Lauren Bacall), Loco Dempsey (Betty Grable), y Pola Debevoise (Marilyn Monroe) son tres modelos cuyo sueño es casarse con un millonario. Para que se cumpla, alquilan un lujoso ático en Nueva York desde el que poder trazar un plan. Las tres acaban encontrando a un hombre rico, pero conforme va pasando el tiempo se van dando cuenta de que el amor es más importante que el dinero.

## Argumento

Monroe como Pola, Grable como Loca, y Bacall como Schatze

La ingeniosa Schatze Page, la valiente Loca Dempsey y la tonta Pola Debevoise son tres mujeres con una misión: cada una quiere casarse con un millonario. Para lograr esta tarea, alquilan un lujoso ático en Sutton Place en la ciudad de Nueva York a Freddie Denmark (quien está evitando el IRS al vivir en Europa) y juntos organizan un complot para cortejar a la élite de la ciudad. El día que se mudan, Loca llega con Tom Brookman, quien le compra la comida porque ella "olvidó su cartera". Tom muestra interés en Schatze, pero ella lo despide, cierta que el solo es un asistente de bomba de gasolina, y afirmando que "la primera regla es que los caballeros que llaman deben llevar corbata." En cambio, Schatze fija su mirada en el encantador, elegante y rico viudo J.D. Hanley. Mientras corteja al J.D. mayor, ella se defiende de Tom, a quien después de cada cita, ella insiste en que no quiere volver a verlo nunca más. Sin embargo, a pesar de su resistencia, eventualmente Tom la conquista.
Mientras tanto, Loca conoce al empresario gruñón Walter Brewster. Él está casado, pero ella accede a acompañarlo a su albergue en Maine, pensando que es un salón de convenciones del Orden Benevolente y Protectora de los Elks. Justo cuando Loca descubre su error, contrae sarampión y es puesta en cuarentena. Al recuperarse, mientras Brewster ahora está postrado en cama por sarampión, Loca comienza a ver al guardabosques, Eben Salem. Loca cree erróneamente que Salem es un rico terrateniente en lugar de un funcionario que supervisa acres de tierras forestales. Ella está decepcionada y regaña a Brewster en el camino de regreso a Nueva York, durante el cual queda expuesto el intento de infidelidad de Brewster cuando se les toma una fotografía ceremoniosamente para las noticias cuando están en el auto número un millón para cruzar un puente.

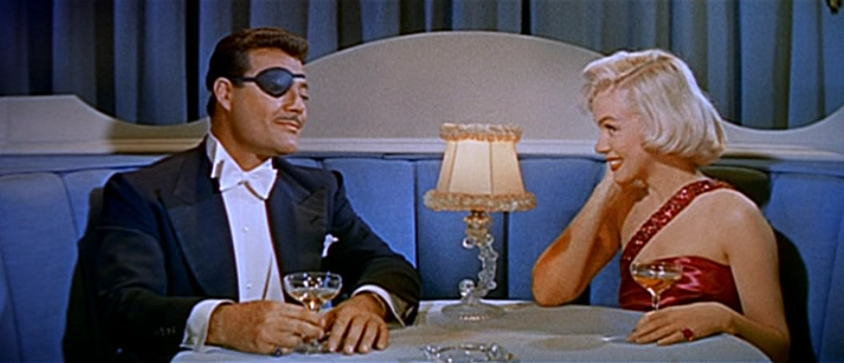
Pola se enamora de un magnate falso, interpretado por Alexander D'Arcy.

Pola es miope pero odia usar gafas en presencia de hombres. Se enamora de un falso magnate del petróleo, J. Stewart Merrill, sin saber que es un especulador corrupto. Cuando toma un avión desde el Aeropuerto LaGuardia para encontrarse con él en Atlantic City, termina en el avión equivocado hacia Kansas City. En el avión, se reencuentra con el misterioso Freddie Denmark, a quien sin saberlo conoció cuando entró en su apartamento para recuperar sus documentos fiscales como prueba de que su contable corrupto le robó el dinero y lo dejó en problemas con el IRS. Freddie también usa gafas y anima a Pola a usar las suyas también. Se enamoran rápidamente y se casan.

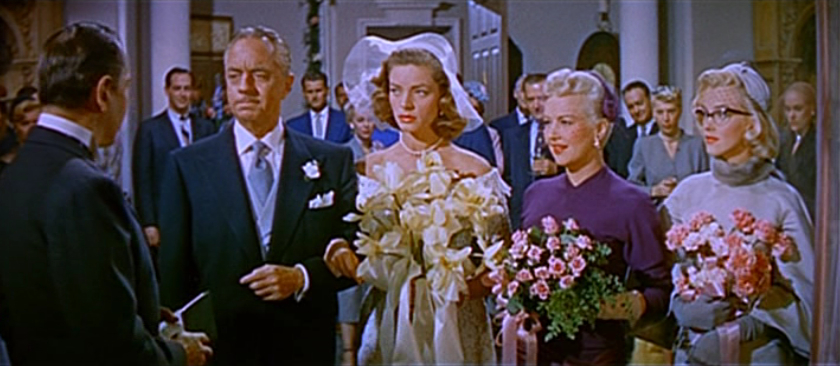
William Powell as J.D. Hanley a punto de casarse con, con Loca and Pola como damas de honor.

Loca y Pola se reencuentran con Schatze justo antes de su boda con J.D. Hanley. Schatze no puede seguir adelante con el matrimonio y le confiesa a J.D. que ama a Tom. Acepta cancelar la ceremonia. Tom está entre los invitados a la boda y, con la ayuda de J.D. (quien conoce a Tom como millionario pero guarda su secreto), los dos se reconcilian y se casan. Luego, las tres felices parejas terminan en un restaurante barato. Schatze pregunta en broma a Eben y Freddie sobre sus perspectivas financieras, que son escasas. Cuando finalmente le pregunta a Tom, él admite casualmente un patrimonio neto de alrededor de $200 millones, que nadie toma en serio. Luego pide la cuenta, saca un enorme fajo de dinero y paga con un billete de $1.000, diciéndole al chef que se quede con el cambio. Las tres mujeres, asombradas, se desmayan y los hombres brindan por sus esposas inconscientes.

## Premios

### Oscar
- 1954: Candidata al mejor diseño de vestuario, Color, Charles LeMaire, William Travilla

### Writers Guild of America
- 1954: Candidata al premio al mejor guion de comedia, Nunnally Johnson

### BAFTA
- 1955: Candidata a la mejor película (EE. UU.)